# Ocell del paradís dels Arfak
L'ocell del paradís dels Arfak (Astrapia nigra) és una espècie d'ocell de la família dels paradiseids (Paradisaeidae) que habita les muntanyes Arfak, al nord-oest de Nova Guinea.